# Béla Kamocsa
Béla Kamocsa „Kamo” (n. 24 decembrie 1944, Oradea — d. 14 ianuarie 2010, Timișoara ) a fost un instrumentist (chitară bas, chitară electrică) și cântăreț român de etnie maghiară, interpret de muzică rock, blues și jazz. Este cel mai bine cunoscut ca membru fondator (1962) al formației românești Phoenix, unde a fost prezent până în anul 1971. În 1982 întemeiază Bega Blues Band, una dintre primele formații românești dedicate muzicii blues, alături de care își petrece restul carierei.

## Biografie
Mai puțin cunoscută este activitatea lui în formația jazz-rock Gramophon (1972–1976, 1978–1981) și în trioul de jazz Theophrastus (1981). Kamocsa este fondatorul Galei blues-jazz internațional din Timișoara (1990) și a Festivalului de jazz de la Gărâna.